# 名越康晃
名越 康晃（なごし やすあき、1966年9月6日 - ）は、株式会社レッド・エンタテインメントの代表取締役社長を務めた日本の実業家。
神奈川県横浜市出身。1984年4月にビーピーエスに入社し、開発部のプログラマとしてPC-8801用にアーコンやM.U.L.E.を移植した。その後1988年4月に開発部マネージャーとなり、ファミリーコンピュータ版テトリスをプロデュースし、またパソコン版テトリスのゲームデザインを手がけ、同時にPC-8801版テトリスを移植した。その後1992年4月に営業部部長になった後、BPSを数年勤めて退社し、1996年5月株式会社レッドカンパニー（現レッド・エンタテインメント）に入社し統括本部長となる。1998年8月に取締役になり、2000年12月に取締役社長、2005年11月に代表取締役社長CEOになり、2006年3月に代表取締役社長に就いた。2016年12月退任。

## 携わった作品
- アーコン
- M.U.L.E.
- テトリス
- 天外魔境III NAMIDA - エグゼクティブプロデューサー

## その他
学生時代に8ビットパソコン用にBASICコンパイラを作成、あるソフトウェア会社に持ち込んで販売してもらおうとしたが、浮動小数点型（のサポート）がなかったために断られたことがある。